# Липове (Старобільський район)
Ли́пове — село в Україні, у Марківській селищній громаді Старобільського району Луганської області. Населення становить 14 осіб.